# Paul Antoine Charbonnel
Pour les articles homonymes, voir Charbonnel et Baduel.
Paul Antoine Charbonnel, né le 11 mars 1846 à Paris et mort le 14 juillet 1916 à Brion (Ain), était un artiste peintre et botaniste français.

## Biographie
De 1862 à 1870, il fait ses études aux Beaux-Arts de Paris où il est l'élève d'Isidore Pils, Léon Cogniet et Augustin Feyen-Perrin.
Il expose par trois fois au Salon de peinture de Paris sous le nom d'artiste de Paul-Antoine Baduel : en 1875 (avec La Chanson du Fou), en 1877 (Portrait de Madame V.) et en 1880 (Un duo).
On trouve ses œuvres dans divers édifices religieux (dont le Vatican), et dans des musées des Beaux-Arts comme celui de Carcassonne.
Délaissant les aléas de la vie artistique pour embrasser la carrière de professeur de dessin au collège de Saint-Claude (Jura), il se forgea par la suite un certain renom au sein du milieu des botanistes jurassiens par ses études sur les orchidées.
Charbonnel est l'auteur d'« Observations sur quelques orchidées de la chaîne du Jura » publiées en 1901 dans trois livraisons (numéros 9 à 11) du Bulletin de la Société des naturalistes et des archéologues de l'Ain, complétées par un article sur les
« Orchidées. Stations particulières à quelques espèces rares du Jura », inséré en 1903 dans le numéro 13 de la même revue.
Il épouse Cécile Elizabeth Domenc en novembre 1881.

## Postérité
En 2008, son petit-fils, André Charbonnel, donne à la ville de Pamiers et son évêché, six œuvres de son grand-père.